# Porac
Porac, Tagalog: Bayan ng Porac, ist eine philippinische Stadtgemeinde in der Provinz Pampanga, in der Verwaltungsregion III, Central Luzon. Nach dem Zensus von 2015 hatte Porac 124.381 Einwohner, die in 29 Barangays lebten. Sie wird als Gemeinde der ersten Einkommensklasse auf den Philippinen und als urbanisiert eingestuft.
Poracs Nachbargemeinden sind Bamban, Mabalacat und Angeles City im Norden, Bacolor im Osten, Santa Rita und Guagua im Südosten und Floridablanca im Süden, San Marcelino im Südwesten. Die Topographie der Stadt ist gekennzeichnet durch das Flachland der zentralen Luzon-Tiefebene im östlichen Teil und die Zambales-Berge im westlichen Teil der Gemeinde.

## Baranggays
| - Babo Pangulo - Babo Sacan - Balubad - Calzadang Bayu - Camias - Cangatba - Diaz - Dolores - Inararo - Jalung - Manauli - Mancatian - Manibaug Libutad - Manibaug Paralaya - Manibaug Pasig | - Mitla Proper - Palat - Pias - Pio - Planas - Poblacion - Pulong Santol - Salu - San Jose Mitla - Santa Cruz - Sapang Uwak - Sepung Bulaun - Sinura - Villa Maria |

## Sohn der Stadt
- Pedro Paulo Santos Songco (1889–1965), Erzbischof von Caceres